# مفاعل الماء المغلي

إلى اليسار خزان ضغط المفاعل، ويوجد معزولا في صرح خرساني سميك containment، وتخرج منه أنابيب دائرة البخار إلى التوربين وبالتالي المولد الكهربائي، ويري مكثف البخار وطلمبة وهم جميعا في ورشة معزولة عن خزان المفاعل (غير مرسومة).

مفاعل الماء المغلي هو نوع من مفاعل نووي يشبه مفاعل الماء المضغوط وينتمي الاثنان إلى فصيلة مفاعلات المياه الخفيفة. وبينما يحتوي مفاعل الماء المضغوط على دارتين للماء والبخار - واحدة منها مشعة والأخرى غير مشعة، وبينهما مبادل حراري، فيتكون مفاعل الماء المغلي من دورة واحدة للماء وبخار الماء.

## تصـميمه

أجزاء مفاعل الماء المغلي.(انظر تصميمه)

1- خزان الضغط للمفاعل من الفولاذ (سمك 25 سنتيمتر)
2- وحدات الوقود النووي (يورانيوم مخصب، أي يورانيوم يحتوي على 7و3% يورانيوم-235.)
3- قضبان الضبط من الكادميوم تمتص جزئيا النيوترونات.
4- طلمبات إعادة تدوير الماء.
5- محرك قضيب الكادميوم للتحكم في التفاعل.
6- خروج البخار المضغوط.
7- رجوع الماء المضغوط.
8- توربين بخاري مرتفع الضغط.
9- توربين بخاري ذو ضغط متوسط.
10- مولد كهربائي
11- مولد المجال المغناطيسي للمولد الكهربائي.
12- مكثف البخار واعادته إلى ماء.
13- ماء تبريد (من نهر مجاور).
14- تسخين ابتدائي للماء قبل إعادة ضخه إلى خزان المفاعل.
15- طلمبة ضخ الماء إلى خزان الضغط.
16- طلمبة سحب ماء التبريد من نهر أو بحر مجاور.
17- مبني خرساني سميك الجران يحتوي كل الأجهزة الداخلية، لمنع تسرب أي غازات أو مواد مشعة إلى الخارج وكذلك لحماية خزان المفاعل من سقوط طائرة.
18- توصيل التيار الكهربائي الناتج إلى الشبكة الكهربائية.
- يوجد خزان الضغط للمفاعل في مبني منفرد، وبجانبه مبني ورشة التوربينات ومولد الكهرباء. كلا المبنيان ذو حائط خرساني بسُمك من 1 إلى 1.5 متر تتحمل الاصطدام بطائرة مقاتلة بسرعة الصوت، وفي بعض الطرازت يحاط خزان ضغط المفاعل بكرة محكمة من الصلب إضافية بحيث تحتوي أي تسريب لمواد مشعة من خزان الضغط للمفاعل في حالة الطوارئ، أو انفجار أحد الأنابيب الرئيسية، وتشكل تلك الكرة حاجزا إضافيا بين خزان الضغط للمفاعل والمبنى الخرساني السميك.

## طريقة عمله
يضخ الماء الساخن الذي سبق تسخينه إلى خزان الضغط للمفاعل والذي هو معزول بواسطة بناية الحجز عن باقي مباني المفاعل، ويوجد في خزان الضغط صندوق وحدات الوقود المصنوع من أكسيد اليورانيوم المُخصب بنسبة 4% باليورانيوم-235. خزان الضغط يكون ممتلئاً إلى نحو ثلثيه بالماء بحيث يغطي وحدات الوقود. ويؤدي التفاعل الانشطاري إلى إطلاق حرارة ترفع درجة حرارة قضبان الوقود إلى نحو 1000 درجة مئوية فترتفع درجة حرارة الماء إلى نحو 500 درجة مئوية ويتكون بخار الماء تحت ضغط عال. يرتفع الضغط في خزان الضغط إلى 75 ضغط جوي كما ترتفع درجة الحرارة إلى 285 درجة مئوية. ويقوم هذا البخار المتولد في خزان الضغط بتدوير توربين. يتصل بالتوربين مولد كهربائي ضخم يحول طاقة حركته إلى طاقة كهربائية. وبعد خروج البخار من التوربين يُكثف بواسطة ماء تبريد ويعود إلى الحالة السائلة، ويوجه إلى خزان الضغط للمفاعل ليعمل من جديد.
وتبلغ كمية البخار الناتجة في خزان الضغط في مفاعل الماء المغلي في أحد المفاعلات الألمانية نحو 7000 طن في الساعة. كما يمكن ضبط قدرة المفاعل عن طريق طلمبات ضخ المياه إلى درجة من 60 % إلى 100% ؛ كما تساعد قضبان التحكم على ضبط قدرة المفاعل. وتكون قضبان التحكم مصنوعة من كربيد البور والهافنيوم أو الكادميوم / وعند توقيف جميع طلمبات ضخ المياه إلى خزان الضغط تنخفض قدرة المفاعل إلى نحو 30% إلى 40 % من قدرته الاسمية، وتسمى تلك الدورة المنخفضة القدرة نقطة الدورة الطبيعية.
وتكون كفاءة عمل مفاعل الماء المغلي أقل قليلاً من كفاءة مفاعل الماء المضغوط. وتبلغ كفاءة توليد الكهرباء نحو 35 %.

## الأمان
يعمل التوربين في مفاعل الماء المغلي بالبخار القادم مباشرة إليه من خزان الضغط للمفاعل. أي أن الماءالمغلي والبخار يحتويان على شوائب مشعة وهي لا تنحصر على خزان الضغط فقط، وهذا يستدعي إجراءات اللحام لدائرة البخار من خزان الضغط وإليه بعناية كبيرة. ومن وجهة الوقاية من الإشعاع فتصنف ورشة التوربين على أنها منطقة انضباط، وهذا معناه أنه أثناء عمل المفاعل لا يسمح بتواجد أحد العاملين في تلك الورشة إلا لدقائق قليلة، حيث يكون معدل الإشعاع مرتفع نسبيا في ذلك المكان.
ويترك البخار العالي الضغط خزان المفاعل بعد أن يمر على جهازي مفصل الماء ومجفف البخار وبذلك تقل درجة إشعاعه أقل من درجتها في ماء الخزان كثيرا. وتتكون المواد المشعة المتكونة في البخار الجاف من الأكسجين المشع وغازات خاملة مشعة، التي يبلغ عمر النصف لها من عدة ثوان إلى عدة دقائق. ولكن مع مرور الوقت تصبح أنابيب التوصيل إلى التوربين والتوربين نفسه ملوثة بالإشعاع سطحيا. وعند استبدال أحد تلك الاجزاء فيجري تنظيف لأسطحها بواسطة الجلخ، مثل استعمال خراطيم الرمل المضغوط.
وتدخل قضبان ضبط التفاعل في خزان الضغط لمفاعل الماء المغلي من أسفل وهي تكون موزعة في قلب المفاعل بين وحدات الوقود النووي. ويقوم بضبطها محركات كهربائية خاصة سريعة الإغلاق وهي لا تعتمد على النظام العامل بضغط الماء. أي أن هذا لنظام يتبع مبدأ العطل الآمن عند حدوث عطل، ويتم ذلك بأن التوقيف السريع لدائرة التوليد يتم عن طريق طاقة مخزونة في خزانات للضغط تعمل تلقائيا. وإذا حدث أن تعطلت دوائر قضبان الضبط فيجري إيقاف عمل المفاعل عن طريق ضخ ماء يحتوي على حامض البور، وهو يمتص النيوترونات بشدة ويوقف التفاعل النووي.
وبالمقارنة بمفاعل الماء المضغوط فتكون قضبان الضغط من أعلى في قلب المفاعل، وفي حالة الإيقاف التلقائي السريع فهي تسقط سقوطا حرا في قلب المفاعل بسبب وزنها، ووقف على الفور التفاعل النووي.

## حرارة الإشعاع الباقية
تنشأعن التفاعل النووي في المفاعل كميات هائلة من مواد مختلفة مشعة وهي تتميز بارتفاع درجة حرارتها بسبب إشعاعها، وتعتمد درجة حرارتها على عمر النصف لنظائرها المختلفة. أي أنه عندما يتوقف عمل المفاعل تلقائيا بسبب عطل، وتوقف التفاعل النووي فيه، إلا أن حرارة الإشعاع تبقى سائدة وتستمر لفترة طويلة إذا تركت هكذا. لذلك تجرى احتطياطات بنائية للتخلص من حرارة الإشعاع حتى تتوقف دوائر الماء المنضغط والبخار بالفعل. ويجري ذلك في مفاعل الماء المغلي عن طريق ضخ بخار في مكثف التوربين أو ضخه في خزان تكثيف. بذلك يستخلص جزء كبير من الحرارة عن طريق البخار، ولهذ يحتاج مفاعل الماء المغلي كمية قليلة من الماء تضخ فيه لاستخلاص حرارة الإشعاع الباقية.
وتوجد في كل مفاعل من مفاعلات الماء المغلي طلمبات عالية الضغط تعمل بواسطة توربين بخاري صغير، تدفع ماء تبريد في حزان الضغط للمفاعل. وتساعد في ذلك بطريات كبيرة بحيث يُضمن تبريد قلب المفاعل لمدة محدودة حتى في حالة فشل المولدات الاحتطياطية التي تعمل بالديزل.
ومن خواص الأمن المميزة لمفاعل الماء المغلي هو إمكانية تبريد الأجزاء العلوية لوحدات الوقود عن طريق مرور البخار عليها. فإذا حدث وكان منسوب الماء في قلب المفاعل منخفضا بحيث تبقى أجزاء وحدات الوقود عارية من الماء، فإن البخار المندفع من أسفل إلى أعلى يكفي لتبريدها تلقائيا بحيث لا تفسد بفعل حرارتها المرتفعة.

## أنواع مفاعلات الماء المغلي

### الجيل الأول
أنشأ الجيل الأول للمفاعلات في ألمانيا من مفاعلات الماء المغلي بالعمل المشترك بين جينرال إلكتريك 
وشركة AEG الألمانية في الخمسينيات والستينيات من القرن الماضي. وقد قامت الشركتان
ببناء 4 مفاعلات آنذاك من هذا النوع. وقد انتهت مدة تشغيل تلك المفاعلات وهم في سبيل الهدم وإعادة الأرض خضراء كما كانت.
كما يوجد في سويسرا مفاعل من هذا النوع من صنع جينرال إليكتريك وهو لا يزال يعمل.

### طراز 69
قامت شركة Kraftwerk Union الألمانية عام 69 بتطوير هذا الطراز ويتميز هذا الطراز بتحويط خزان المفاعل بوعاء ضخم في شكل الكرة من الفولاذ تسع له، بالإضافة إلى البناء السميك الخرساني. وطبقا لهذا التصميم للمفاعل أصبح بناء المفاعل يستطيع تحمل صدمة طائرة مقاتلة سرعتها فوق الصوت من دون أن يصاب المفاعل نفسه بخلل. صنعت أربعة مفاعلات من هذا الطراز في ألمانيا وهي لا تزال تعمل، وآخرهم من هذا النوع مفاعل كروميل قرب هامبورغ وهو أكبر مفاعل ماء مغلي في العالم.

### طراز 72
وهو آخر طراز منفذ في ألمانيا وصمم عام 1972. ويتخذ شكل بناء المفاعل في هذا الطراز الشكل الأسطواني. ويعتبر الطراز 72 تطوير للطراز 69 حيث تم تطوير أنظمة الأمان وتطوير المباني.

## تطور عام 2009
قامت شركة أريفا Areva NP الفرنسية بالاشتراك مع شركة E.ON الألمانية بتطوير مفاعل جيد اعطوه اسم KERENA وهو تطوير لطراز 72، وهو من نوع مفاعل الماء المغلي وذو قدرة تصل إلى 1250 ميجاوات. وقد أعربت ولاية برونسفيك بكندا إلى شركة أريفا عن عزمها في طلب بناء واحد من مفاعلات النوع الجديد KERENA.

## اقرأ أيضًا
- وقود نووي مستهلك
- مفاعل نووي
- مفاعل ثابت 1
- مفاعل ماء خفيف
- مفاعل الماء المضغوط
- مفاعل استنسال سريع
- مفاعل ملح منصهر
- تفاعل تسلسلي
- تفاعل نووي
- طاقة نووية
- مفاعل كاندو
- تقنية نووية
- مفاعل الماء الثقيل المضغوط
- توكاماك